# Ababeel (misil)
El misil Ababeel (urdu: أبابيل ; literalmente Ababil) es un misil balístico de alcance medio tierra-tierra desarrollado por Pakistán. Su objetivo es "garantizar la supervivencia de los misiles balísticos de Pakistán en el creciente entorno regional de Defensa contra Misiles Balísticos (BMD)", en respuesta a los sistemas de misiles antibalísticos de la India.>
Si bien el propósito declarado del misil es derrotar los sistemas de defensa antimisiles balísticos de la India, en teoría también podría usarse en un ataque de contrafuerza para destruir el arsenal nuclear de la India antes de que pueda usarse.
El misil tiene una longitud de 21,5 metros y un diámetro de 1,7 metros y está diseñado para transportar ojivas tanto convencionales como nucleares. Tiene múltiples vehículos de reentrada con objetivos independientes (MIRV), lo que demuestra la primera carga útil MIRV del sur de Asia.  Tiene un alcance máximo de 2.200 kilómetros (1.400 millas). Como tal, sería el primer misil de Pakistán con esta capacidad. Puede transportar un total de 1.500 kg (3.307 lb) de ojivas, que constan de tres ojivas estándar de 500 kg (1102,3 lb) cada una o 5 de 300 kg (661,4 lb) u 8 ojivas máximas que pesan 185 kg (408 lb).
Ababeel es desarrollado por KRL, que anteriormente desarrolló el sistema de misiles Ghauri de propulsión líquida. De esto se puede esperar que Ababeel también sea un misil de combustible líquido. Sin embargo, algunas fuentes sugieren que se dice que Ababeel es un desarrollo de la estructura del avión Shaheen-III y los motores de combustible sólido, pero con un carenado de carga útil de mayor diámetro para aceptar la ojiva MIRV.  La segunda etapa también se alarga. Si realmente se trata del desarrollo del misil Shaheen-3, entonces la capacidad de carga de la ojiva aumenta pero el alcance se reduce de 2.750 km (1.709 mi) a 2.200 km (1.400 mi).
El primer lanzamiento de prueba anunciado públicamente se realizó el 24 de enero de 2017. En junio de 2017, no se pensaba que hubiera misiles desplegados operativamente.